# Индийский конгресс Малайзии
Индийский конгресс Малайзии (ИКМ) (англ.  Malaysian Indian Congress - MIC ) — одна из политических партий Малайзии. Основана в 1946 году для выражения интересов индийской общины страны. Первый президент Джон А. Тхиви. В 1955 году накануне выборов ИКМ пошёл на сотрудничество с ОМНО и Китайской ассоциацией Малайзии, образовав просуществовавшую до 1974 года т. н. Союзную партию. Сейчас входит в правящий Национальный фронт. Число членов 350 тысяч.